# Gerhard Güllich
Gerhard Güllich (* 1. März 1938 in Pappenheim) ist ein Konteradmiral außer Dienst der Marine der Bundeswehr und ehemaliger kommissarischer Präsident des Bundesnachrichtendienstes (BND).

## Werdegang
Güllich trat am 1. Oktober 1958 als Angehöriger der Crew IV/58 in die Marine ein und durchlief die Offizier- und Fachausbildung. Am 5. März 1961 wurde er zum Leutnant zur See ernannt und diente bis Ende 1964 als Wachoffizier im 5. Minensuchgeschwader, wo er am 29. Juni 1964 zum Oberleutnant zur See befördert wurde. Anschließend war er bis September 1966 Chef einer Marinefernmeldestelle und bis September 1968 Kommandant im 5. Minensuchgeschwader. Dort wurde er am 19. Dezember 1966 zum Kapitänleutnant ernannt. Vom Oktober 1968 bis September 1969 besuchte er den Lehrgang Marineführungsdienste.
Am 1. Oktober 1969 wurde Güllich zum BND versetzt, wo er unter dem Decknamen Stammberger geführt wurde und zunächst als Referent tätig war. Am 30. Juni 1971 erfolgte die Ernennung zum Korvettenkapitän und am 16. Mai 1975 zum Fregattenkapitän. Am 18. April 1978 stieg er zum Referatsleiter im BND auf und wurde am 13. Juni 1980 zum Kapitän zur See ernannt.
Am 16. Mai 1986 wurde Güllich Unterabteilungsleiter im BND, am 1. Juli 1987 Abteilungsleiter 6 im BND am 25. November 1987 zum Flottillenadmiral ernannt. Ab 1. Juli 1991 leitete er die Abteilung 2 (Technische Beschaffung) und wurde am 1. Oktober 1991 zum Konteradmiral ernannt. Am 15. September 1994 wurde er Vizepräsident des BND. Nach Porzners Rücktritt übernahm Güllich vom 1. April bis 4. Juni 1996 kommissarisch die Leitung des BND. Am 7. Juni 1996 wurde er in den einstweiligen Ruhestand versetzt.
Güllich ist verheiratet.

## Ehrungen
- 2. September 1975: Verdienstkreuz am Bande des Verdienstordens der Bundesrepublik Deutschland
- 8. November 1991: Verdienstkreuz am Bande des Verdienstordens der Bundesrepublik Deutschland
- 3. Juni 1994: Ordre national du Mérite